# Шахид, Мухаммад
Мухаммад Шахид (хинди मोहम्मद शाहिद, англ. Muhammad Shahid, 14 апреля 1960, Варанаси, Индия — 20 июля 2016, Гургаон, Индия) — индийский хоккеист (хоккей на траве), нападающий. Олимпийский чемпион 1980 года.

## Биография
Мухаммад Шахид родился 14 апреля 1960 года в индийском городе Варанаси.
В довольно раннем возрасте начал заниматься хоккеем на траве. Был воспитанником спортивного колледжа города Лакхнау, откуда вышли ещё несколько звёзд спорта 1980-х годов.
Играл за Индийские железные дороги.
В 19 лет был привлечён в юниорскую сборную Индии для участия в Кубке мира среди юниоров во Франции. В том же году был вызван в состав главной сборной Индии для участия в Турнире четырёх наций в Куала-Лумпуре, а также в Трофее чемпионов, проходившем в Карачи. Несмотря на то, что сборная Индии в Карачи заняла только 5-е место среди 7 команд, Шахид был признан лучшим нападающим этого турнира.
В 1980 году вошёл в состав сборной Индии по хоккею на траве на летних Олимпийских играх в Москве и завоевал золотую медаль. Играл на позиции нападающего, провёл 6 матчей, забил 4 мяча (два в ворота сборной Кубы, по одному — Танзании и Испании).
По итогам 1980—1981 годов награждён высшей спортивной наградой Индии «Арджуна».
Спустя два года завоевал серебряную медаль Азиатских игр, проходивших в Нью-Дели.
В 1984 году вошёл в состав сборной Индии по хоккею на траве на летних Олимпийских играх в Лос-Анджелесе, занявшей 5-е место. Играл на позиции нападающего, провёл 7 матчей, забил 3 мяча (по одному в ворота сборных США, Испании и Нидерландов).
В 1985—1986 годах был капитаном сборной Индии.
В 1986 году стал бронзовым призёром Азиатских игр в Сеуле и по итогам сезона завоевал место в азиатской команде всех звёзд. В том же году удостоен правительственной награды «Падма Шри».
В 1988 году вошёл в состав сборной Индии по хоккею на траве на летних Олимпийских играх в Сеуле, занявшей 6-е место. Играл на позиции нападающего, провёл 6 матчей, забил 1 мяч в ворота сборной Аргентины.
В январе 1989 года объявил о завершении международной карьеры. Отличался хорошими навыками дриблинга, считается одним из лучших игроков мира в хоккей на траве в истории.
После окончания профессиональной карьеры работал спортивным функционером в Индийских железных дорогах в Варанаси.
В июне 2016 года был госпитализирован в больницу города Гургаон с сильными болями в печени, где 20 июля и скончался. На следующий день в Варанаси прошло прощание со спортсменом, на котором присутствовали местные политики и игроки, с которыми он вместе выступал на Олимпиадах .

## Семья
Мухаммад Шахид был младшим из десяти детей в семье — у него были шесть братьев и три сестры. Их отец был управляющим отелем в Варанаси.
В 1990 году женился на Парвин. У них были двое детей-близнецов — сын Саиф и дочь Хина.